# Titularbistum Numana
Numana ist ein Titularbistum der römisch-katholischen Kirche. 
Es geht auf das Bistum Numana in der Stadt Numana zurück, die sich in der italienischen Region Marken befindet. Es gehörte der Kirchenprovinz Ancona an.
| Titularbischöfe von Numana |                                                    |                                                |                  |                   |
| Nr.                        | Name                                               | Amt                                            | von              | bis               |
| 1                          | Emilio Vallebuona Merea SDB                        | Weihbischof in Piura (Peru)                    | 21. Oktober 1975 | 18. Januar 1978   |
| 2                          | Francis Anthony Quinn                              | Weihbischof in San Francisco (USA)             | 24. April 1978   | 18. Dezember 1979 |
| 3                          | Agnellus Andrew OFM Titularerzbischof pro hac vice | Kurienerzbischof                               | 15. Februar 1980 | 19. Januar 1987   |
| 4                          | Brendan Michael O’Brien                            | Weihbischof in Ottawa (Kanada)                 | 6. Mai 1987      | 5. Mai 1993       |
| 5                          | Anthony Chiminello OSFS                            | Apostolischer Vikar von Keetmanshoop (Namibia) | 28. Mai 1993     | 14. März 1994     |
| 6                          | Giuseppe Lazzarotto Titularerzbischof pro hac vice | Apostolischer Nuntius                          | 23. Juli 1994    |                   |